# Otto Weinreich (Pianist)
Otto Weinreich (* 29. Januar 1882 in Kassel; † 1947) war ein deutscher Pianist.

## Leben
Otto Weinreich, evangelisch, wurde 1882 als Sohn von Carl Weinreich und dessen Frau Josephine Wolff geboren. Er besuchte die Oberrealschule in Kassel und erhielt Klavierunterricht bei Hugo Schreiner. Von 1900 bis 1904 absolvierte er ein Musikstudium am Leipziger Konservatorium. Dort gehörten Robert Teichmüller in Klavier, Paul Quasdorf und Stephan Krehl in Theorie, Carl Reinecke und Heinrich Zöllner in Komposition zu seinen Lehrern. Außerdem studierte er bei Hugo Riemann und Hermann Kretzschmar an der Universität Leipzig.
Er war 1904–1906 als Klavierlehrer tätig und unternahm Konzertreisen. Von 1906 bis 1909 war er Dirigent der akademischen Sängerschaft Fridericiana in Halle an der Saale. Ab 1908 bildete er gemeinsam mit Edgar Wollgandt (Violine) und Julius Klengel bzw. ab 1926 mit Hans Münch-Holland (Violoncello) das Leipziger Trio. 1908–1914 lehrte er an der Musikhochschule Dresden. Außerdem war er ab 1911 am Leipziger Konservatorium tätig, wo er 1926 Professor wurde. Zu seinen Schülern gehörten u. a. Ferhunde Erkin, Dieter Zechlin und Amadeus Webersinke.
Er war u. a. Mitglied des Reichsverbandes deutscher Tonkünstler und Musiklehrer, des Allgemeinen deutschen Musikvereins und der Internationalen Gesellschaft für Neue Musik.